# Claudia Brücken (zangeres)
Claudia Brücken (Berching, 7 december 1963) is een Duits zangeres, bekend als voormalig lid van de band Propaganda.
Vanaf 1996 werkte ze samen met de Engelse muzikant Paul Humphreys, met wie ze ook een relatie had. Later vormden ze tot 2013 het duo OneTwo. Ze werkte met vele synthpop muzikanten samen. Haar onderkoelde zang wordt vergeleken met die van Marlene Dietrich en Nico. In de periode 2015 tot 2018 werkte ze samen met Jerome Froese aan het album Beginn. Samen met Susanne Freytag voert Claudia Brücken sinds 2018 de muziek van Propaganda uit onder de naam "D:uel".
- Biblioteca Nacional de España: XX1583789
- Gemeinsame Normdatei: 134703030
- International Standard Name Identifier: 0000 0003 7190 7825
- Library of Congress Control Number: n2014065806
- MusicBrainz: f53e94ee-4cd7-4799-9a92-0aa9c0a23ff6
- Virtual International Authority File: 22332243
- WorldCat: E39PBJjHd3BdQ3Jv7tXqhpJYyd